# Biorg Sforsteyn
Biorg Sforsteyn (ur. 1899 w Oslo, zm. 1937 w Łodzi) – norweski malarz.

## Życiorys
W okresie międzywojennym przybył do Polski na zaproszenie krakowskiej Akademii Sztuk Pięknych. Tam też zorganizowano kilka wystaw jego prac. Po początkowej fascynacji impresjonizmem, oddał się sztuce art déco. Największe zainteresowanie wzbudzały jego portrety kobiet, dam do towarzystwa, ale też polskich arystokratek. Wyzywające, kuszące akty stały się głównym motywem malarskim. Większość obrazów uległa zniszczeniu bądź zaginęła podczas wojny. Malarz został na długie lata niemal całkowicie zapomniany.